# Fever (Little Willie John)
Fever is een nummer geschreven door de Amerikaanse songwriters Eddie Cooley en Otis Blackwell. Het nummer is voor het eerst opgenomen door de Amerikaanse r&b-zanger Little Willie John voor zijn gelijknamige debuutalbum uit 1956. Het nummer is sindsdien tientallen keren gecoverd waarvan vooral de versie van Peggy Lee bekend is.

## Versie van Little Willie John
De versie van Little Willie John werd in april 1956 als single uitgebracht met "Letter from my Darling" als B-kant. Het nummer stond bovenaan de Billboard R&B Bestseller-lijst in de VS en piekte op nummer 24 in de Billboard Hot 100. Van de single werden in de VS een miljoen exemplaren verkocht. Het won de BMI Award voor beste R&B-nummer. Ook door muziekrecensenten werd het nummer positief ontvangen.

## Versie van Peggy Lee
In mei 1958 nam de Amerikaanse zangeres Peggy Lee een coverversie op van "Fever" in Hollywood. Hierbij had ze de tekst van het nummer aanzienlijk aangepast. De versie met de teksten van Lee is vaker gecoverd dan de originele versie.
Lees cover werd gearrangeerd door de zangeres zelf in samenwerking met arrangeur/dirigent Jack Marshall was langzamer dan het origineel, met slechts zeer beperkte muzikale ondersteuning door een basgitaar en drums.
Het werd een grote hit voor Peggy Lee en wordt gezien als haar meest bekende nummer. Het bereikte de achtste positie in de Billboard Hot 100 en de Nederlandse Single Top 100. Ook in het Verenigd Koninkrijk en Australië werd het een top 10-hit.

### NPO Radio 2 Top 2000
| Nummer met noteringen in de NPO Radio 2 Top 2000 | '99  | '00  | '01  | '02  | '03  | '04  | '05  | '06  | '07 | '08  |
| ------------------------------------------------ | ---- | ---- | ---- | ---- | ---- | ---- | ---- | ---- | --- | ---- |
| Fever (Peggy Lee)                                | 1088 | 1710 | 1730 | 1383 | 1097 | 1848 | 1820 | 1932 | -   | 1886 |

1. ↑  Een '-' betekent dat het nummer niet was genoteerd en een vetgedrukt getal geeft de hoogste notering aan.
2. ↑  Deze tabel is bijgewerkt tot en met de laatste editie (2024).

## Versie van Madonna
De Amerikaanse zangeres Madonna nam in 1992 een versie op van het nummer voor haar vijfde studioalbum, Erotica. Deze versie produceerde ze samen met haar vaste producent Shep Pettibone. Madonna's versie haalde de eerste plek in de Amerikaanse dance club songs-hitlijst en haalde de zesde plek in de UK Singles Chart. In Nederland kwam het niet verder dan de Tipparade.

## Andere coverversies
Het nummer is uitgebracht op album en/of single door een groot scala aan artiesten, waaronder:
- Elvis Presley, 1960
- Little Caesar & the Romans, 1961
- The Kingsmen, 1964
- Helen Shapiro, 1964
- Sarah Vaughan, 1964
- Claude Nougaro, 1964
- The McCoys, 1965
- Paul Revere & the Raiders, 1965
- James Brown, 1967
- Buddy Guy, 1968
- Rita Coolidge, 1972
- Junior Byles & Lee Perry, 1972
- Suzi Quatro, 1975
- Link Wray, 1979
- The Cramps, 1980
- Amanda Lear, 1982
- Eva Cassidy, 1996
- Shirley Horn, 1998
- Michael Bublé, 2003
- Beyoncé, 2003
- Ray Charles & Natalie Cole, 2004
- Bette Midler, 2005
- Petula Clark, 2016
- Danzig, 2020